# Cmentarz Montmartre

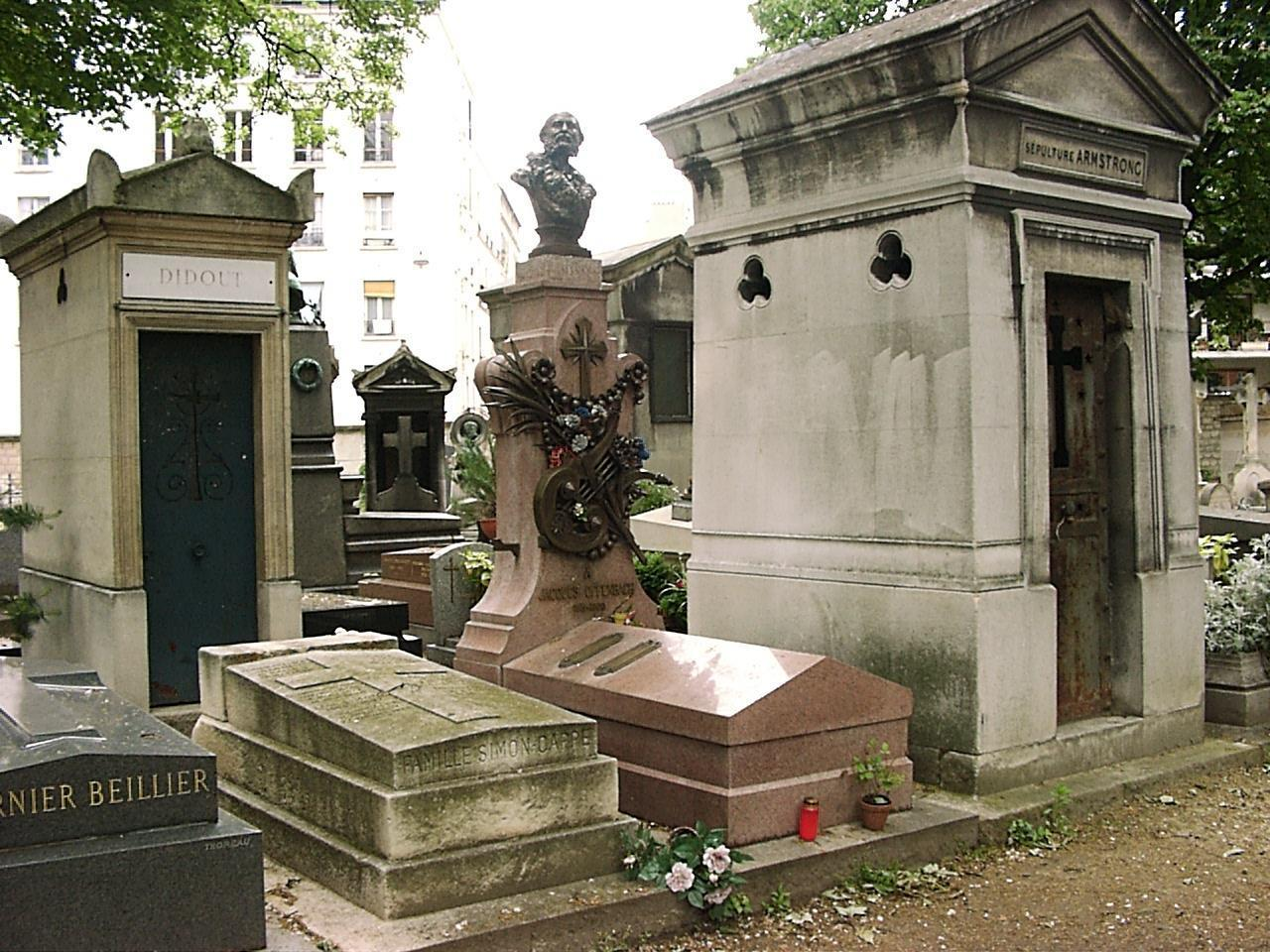
Typowe groby na cmentarzu Montmartre

Cmentarz Montmartre (fr. cimetière de Montmartre), właściwie cmentarz Północny (fr. cimetière du Nord) – jedna z najstarszych nekropolii Paryża. Położony u stóp wzgórza Montmartre w 18. dzielnicy. Zbudowano go w miejscu dawnych kamieniołomów gipsu. Pierwszy cmentarz został założony w 1789 i otwarty w 1798. We wspólnym grobie pochowano tam ciała żołnierzy Gwardii Szwajcarskiej, wybitej podczas obrony pałacu Tuileries w czasie Wielkiej Rewolucji Francuskiej w 1792.

## Historia
W 1825 podjęto decyzję o założeniu trzech głównych paryskich cmentarzy poza murami miasta. Wtedy właśnie powstał dzisiejszy Cmentarz Montmartre na północy, Cmentarz Père-Lachaise na wschodzie i Cmentarz Montparnasse na południu. Cmentarz Montmartre o powierzchni 11 hektarów powiększył się o 9 dodatkowych hektarów w 1847. Został on oficjalnie włączony w obszar Paryża w 1860. Pomimo protestów ludności, w 1888 został przecięty mostem-wiaduktem, aby ułatwić dojazd do Wystawy Światowej. W związku z budową mostu przeniesiono około stu grobów, w tym grób Stendhala.
Cmentarz jest dzisiaj trzecim pod względem wielkości cmentarzem w Paryżu, po Cmentarzu Père-Lachaise i Cmentarzu Montparnasse. Cmentarz Montmartre liczy około 20 000 grobów. Każdego roku jest tu chowanych 500 osób.
Najczęściej odwiedzanym grobem jest grób piosenkarki Dalidy, której posąg naturalnej wielkości, otoczony złotymi promieniami, jest widoczny z daleka.
Cmentarz Montmartre stanowi także jedną z polskich nekropolii poza granicami kraju. Pochowanych jest tu wielu znanych i wybitnych przedstawicieli narodu polskiego.

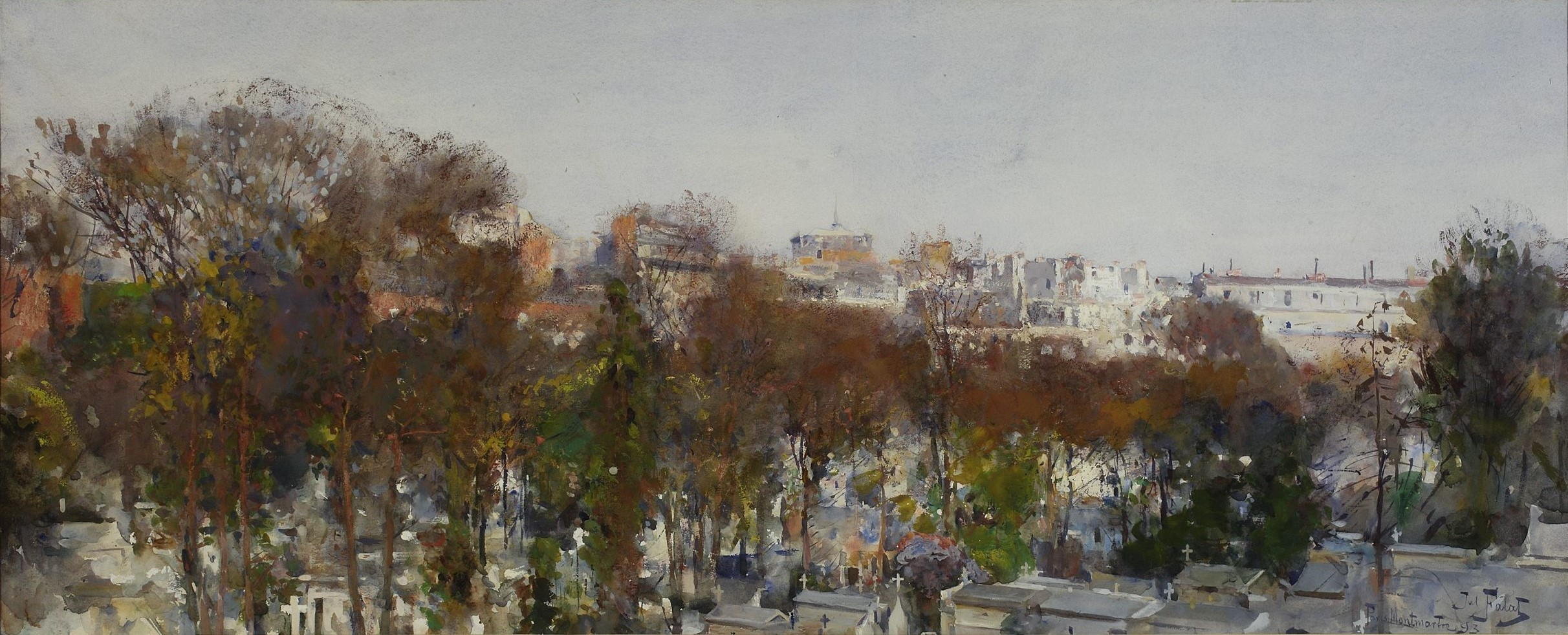
Cmentarz Montmartre w Paryżu, Julian Fałat, 1893

## Pochowani na Cmentarzu Montmartre
- Adolphe Adam (1803–1856), francuski kompozytor
- Charles-Valentin Alkan (1813–1888), francuski kompozytor
- André-Marie Ampère (1775–1836), francuski fizyk
- Michel Berger (1947–1992), kompozytor, piosenkarz
- Hector Berlioz (1803–1869), francuski kompozytor
- Lili Boulanger (1893–1918), francuska kompozytorka
- Vaclav Brozik (1851–1901), czeski malarz
- Antoine Carême (1784–1883),
- Godefroy Cavaignac, rewolucjonista
- Fanny Cerrito (1817–1909), włoska balerina
- Jean-Baptiste Charcot (1867–1936), francuski żeglarz i badacz polarny
- Dalida (1933–1987), piosenkarka i aktorka
- Edgar Degas (1834–1917), francuski malarz
- Léo Delibes (1836–1891), francuski kompozytor
- Maria Deraismes (1828–1894), francuska pisarka
- Alexandre Dumas, syn (1824–1895), pisarz
- Marie Duplessis (1824–1847), francuska kurtyzana
- Johann Maria Farina (1785–1864), włoski chemik, producent
- Georges Feydeau (1862–1921)
- Léon Foucault (1819–1868), francuski naukowiec
- Charles Fourier (1772–1837), francuski socjalista utopijny
- Carole Fredericks (1952–2001), piosenkarka
- Michel Galabru (1922–2016), aktor
- Pauline Garcia-Viardot (1821–1910)
- Théophile Gautier (1811–1872), francuski poeta
- Gustave Guillaumet (1840–1887), francuski malarz
- Sacha Guitry (1885–1957), aktor/reżyser
- Heinrich Heine (1797–1856), niemiecki poeta
- Louis Jouvet (1887–1951), aktor
- Marie Pierre Koenig (1898–1970), francuski generał
- Eugène Labiche (1815–1888), francuski komediopisarz
- Frédérick Lemaître (1800–1876), aktor
- Mary Marquet (1895–1979), aktorka
- Auguste de Montferrand (1786–1858), francuski architekt
- Gustave Moreau (1826–1898), francuski malarz
- Musidora (Jeanne Roques) (1889–1957), aktorka i reżyserka
- Wacław Niżyński (1889–1950), rosyjski tancerz i choreograf
- Jacques Offenbach (1819–1880), francuski kompozytor
- Rose Alphonsine Plessis (1824–1847), paryska kurtyzana szerzej znana jako Marie Duplessis, czyli Dama kameliowa
- Francisque Poulbot (1879–1946), malarz
- Adolphe Sax (1814–1894), belgijski budowniczy instrumentów muzycznych
- Stendhal (Marie-Henri Beyle) (1783–1842), francuski pisarz
- François Truffaut (1932–1984), francuski reżyser
- Horace Vernet (1789–1863), francuski malarz
- Alfred de Vigny (1797–1863), francuski poeta/pisarz
- Émile Zola (1840–1902), francuski pisarz

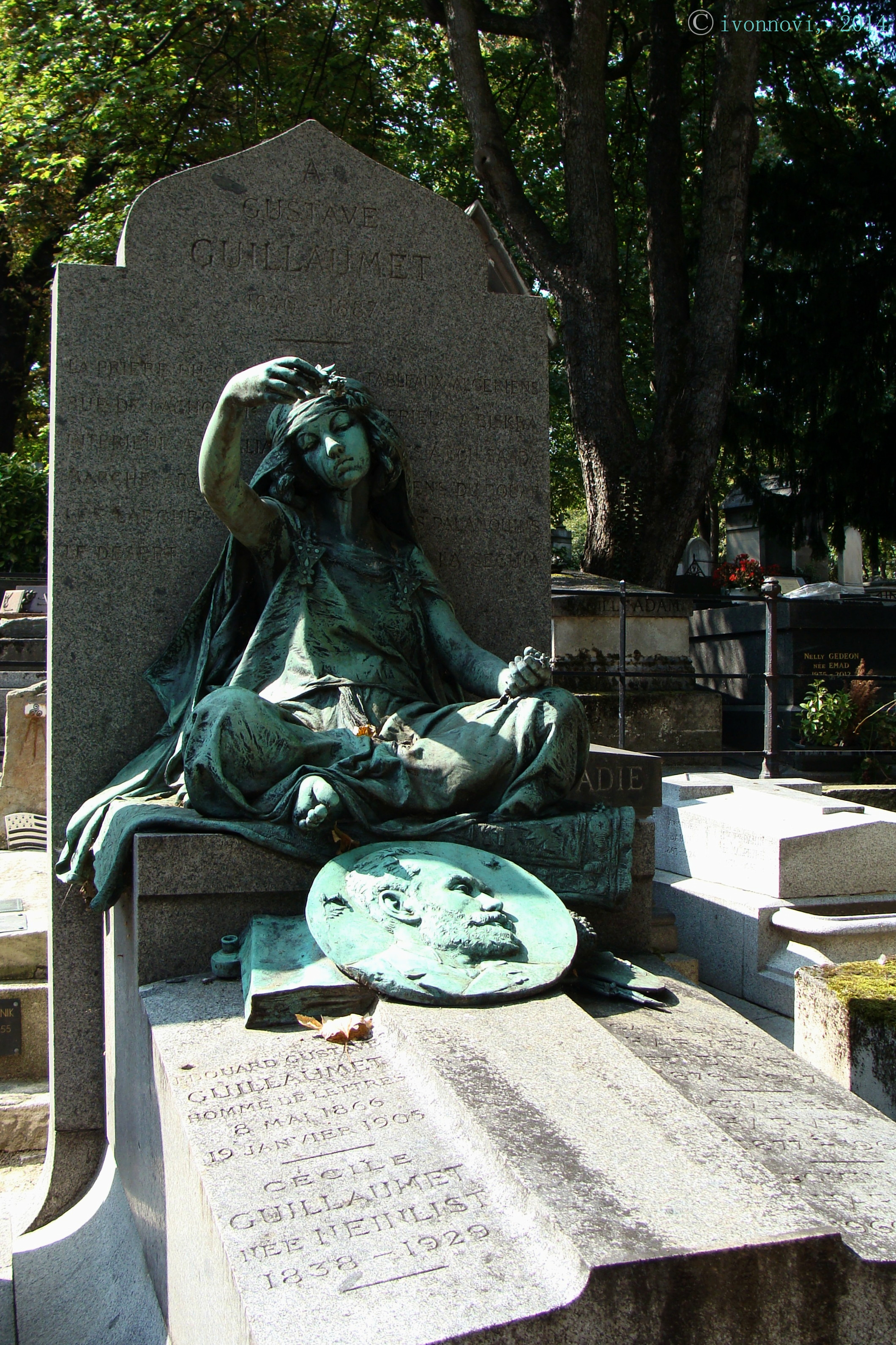
Grób Guillaumeta; brązowa rzeźba Prządka z Bu Sa’ady dłuta Barriasa
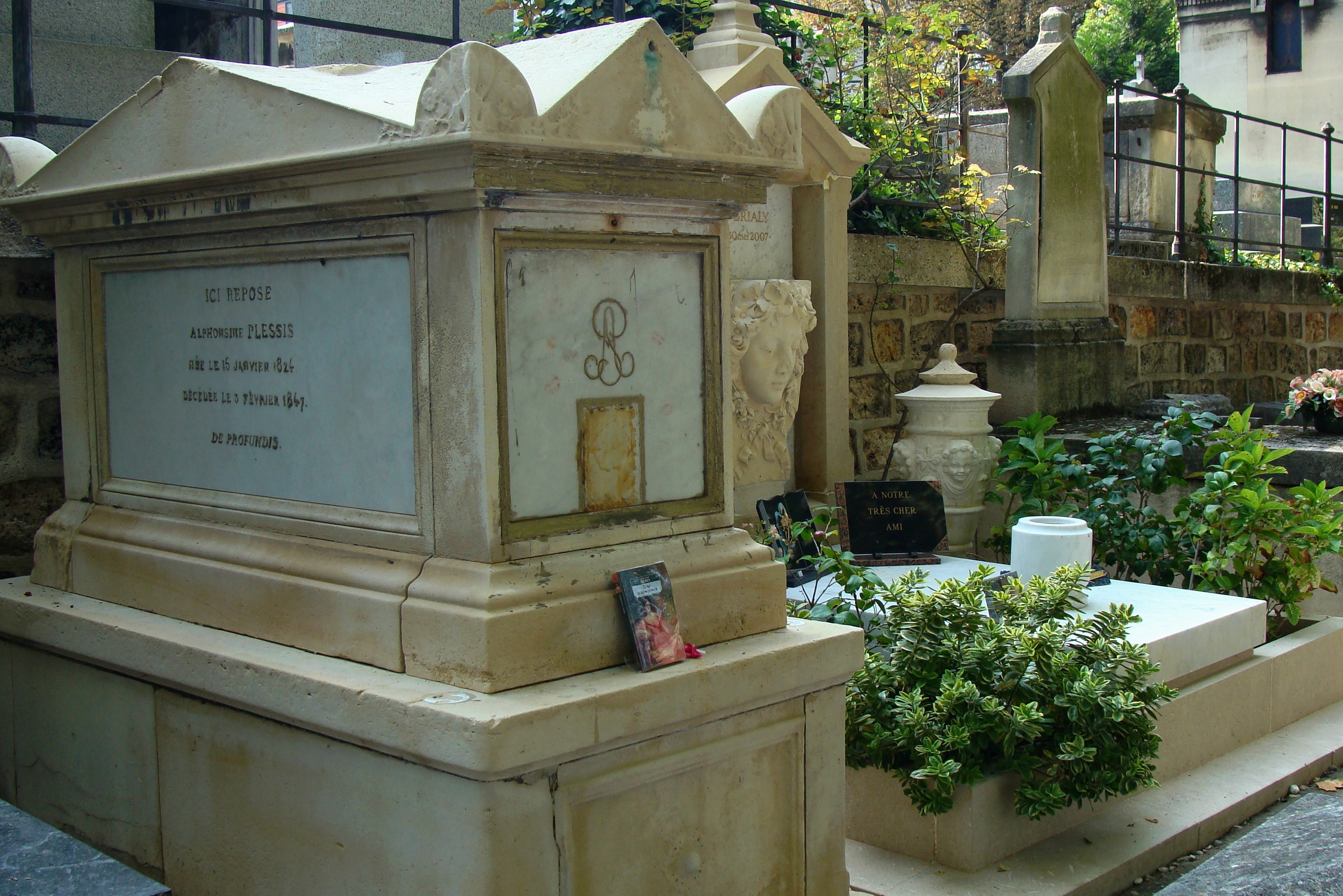
Grób pierwowzoru bohaterki Damy kameliowej, Marie Duplessis
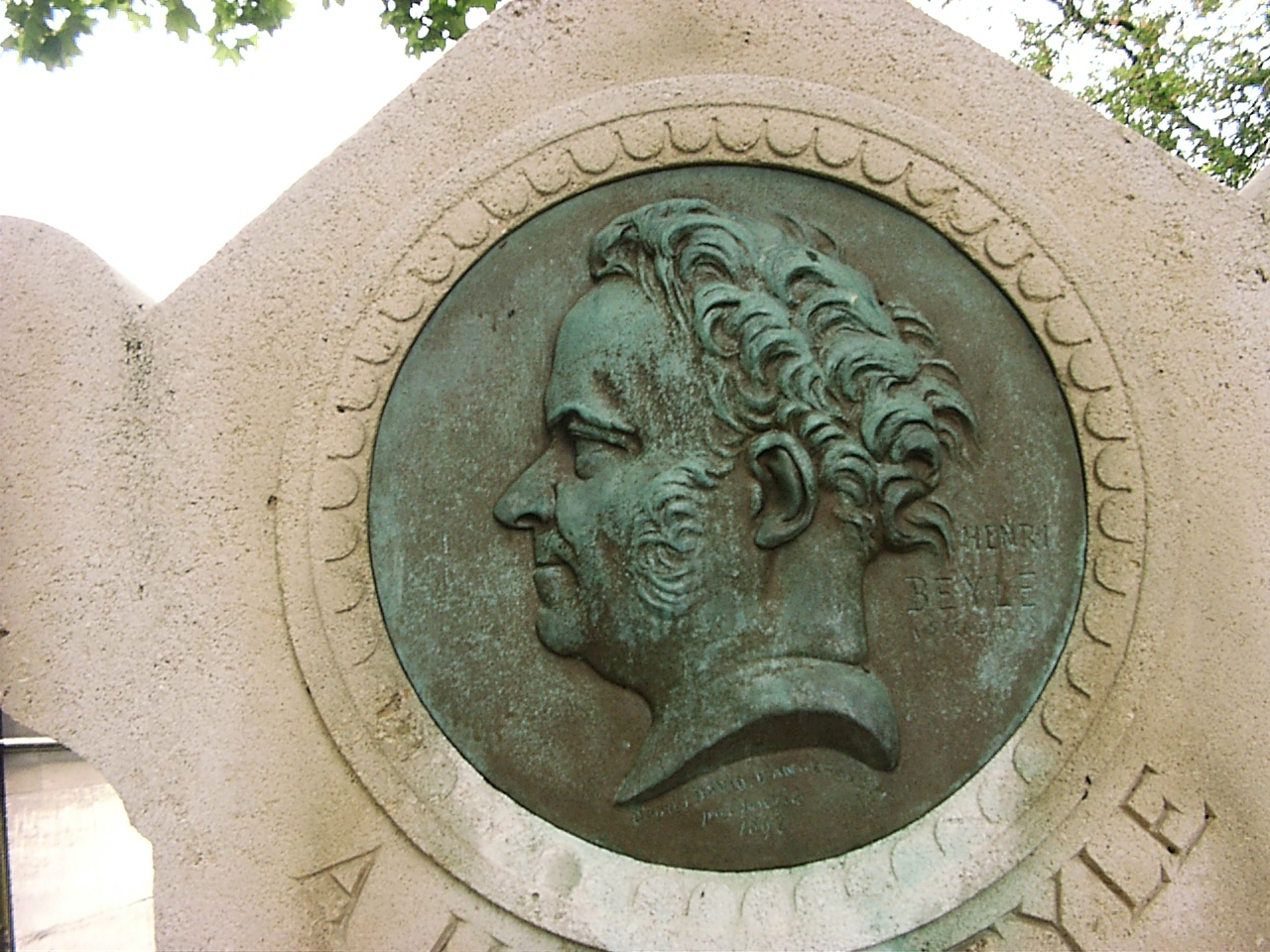
Medalion na grobie pisarza francuskiego Stendhala
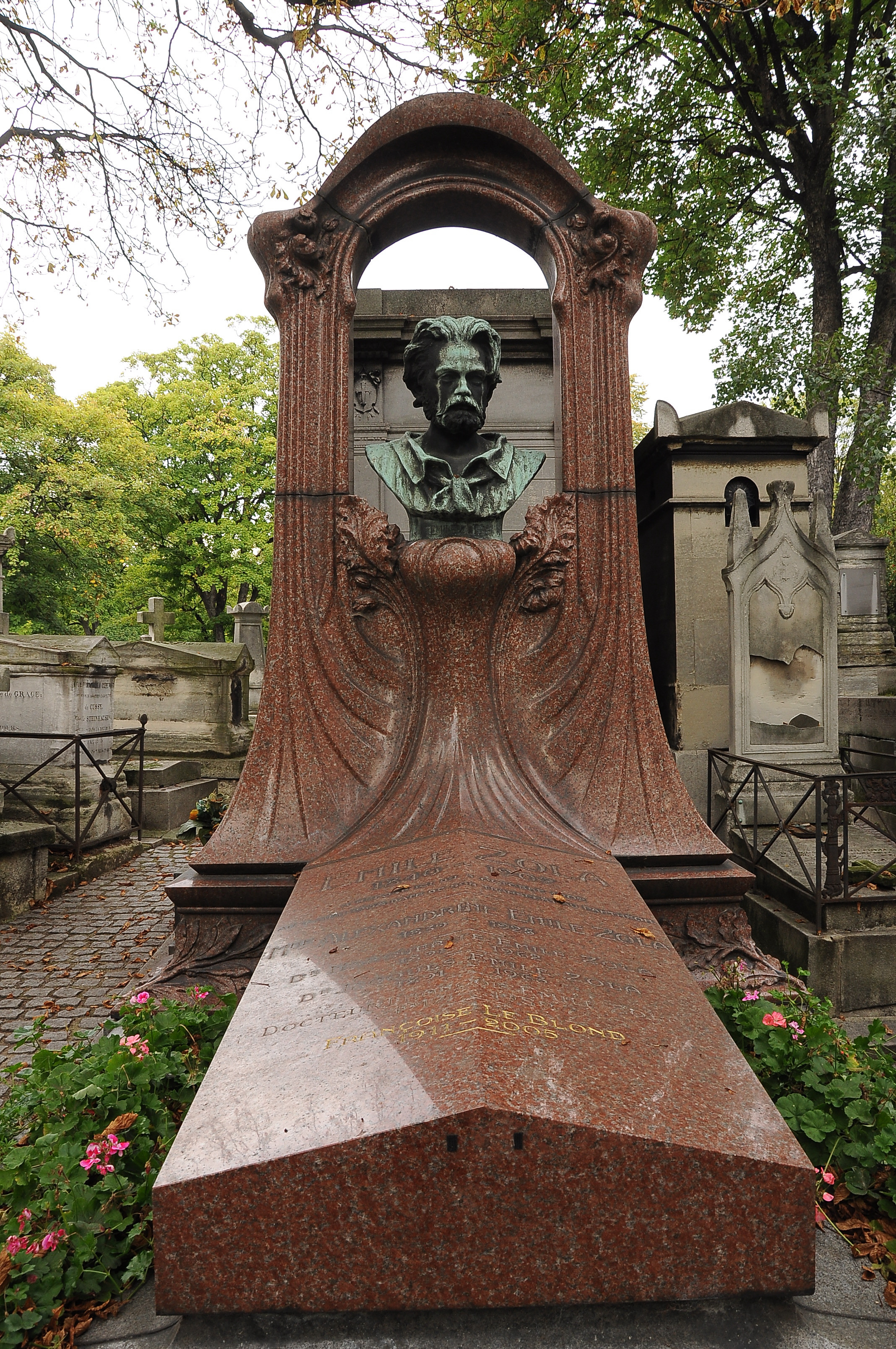
Grób pisarza francuskiego Émila Zoli

### Polacy pochowani na Cmentarzu Montmartre
Na cmentarzu tym znajduje się ponad 57 polskich grobów, w tym 9 zbiorowych, w których spoczywa 236 osób, przeważnie oficerów polskich formacji wojskowych Napoleona, ponadto uczestnicy powstania listopadowego oraz członkowie Rządu Narodowego z okresu powstania. Najważniejszym z tych grobów był grób Juliusza Słowackiego, którego prochy zostały przewiezione do Polski w 1927 roku i złożone w Krypcie Wieszczów Narodowych w katedrze na Wawelu. Na byłym grobie Słowackiego jest jego wizerunek w brązie i napisem po francusku „Wielki poeta polski”. Na cmentarzu tym zostali pochowani m.in.:
- Jan Alcyato – publicysta, emigracyjny działacz polityczny, niepodległościowy, uczestnik powstania listopadowego, jeden z organizatorów powstania krakowskiego
- Alojzy Prosper Biernacki – ziemianin kaliski, członek opozycji sejmowej kaliszan, minister skarbu Rządu Narodowego w czasie powstania listopadowego
- Karol Borkowski – powstaniec listopadowy i styczniowy, działacz niepodległościowy
- Władysław Borowski – kapitan w powstaniu styczniowym
- Ksawery Bronikowski – działacz polityczny (niepodległościowy) i publicysta
- Józef Burniewicz – oficer powstania listopadowego, marszałek szlachty powiatu szawelskiego
- Wojciech Chrzanowski – generał, wybitny kartograf
- Józef Bohdan Dziekoński – prozaik epoki romantyzmu
- Józef Fijałkowski – pułkownik
- Julian Fontana – pianista i kompozytor
- Józef Jan Giedroyć – major Wojsk Polskich, jeden z przywódców powstania listopadowego na Litwie
- Eustachy Grothus – podpułkownik Wojska Polskiego
- Alojzy Janowicz – podpułkownik, dowódca 13. Pułku Ułanów
- Mikołaj Jełowicki – pisarz
- Jan Jerzmanowski – pułkownik
- Paweł Jerzmanowski – wojskowy, generał
- Zygmunt Jordan – generał wojsk polskich w czasie powstania styczniowego
- Mieczysław Kamieński – młody żołnierz, ochotnik w armii Napoleońskiej, zabity podczas bitwy Magenta. Grób znany jest z pomnika dzieła Jean Franceschi.
- Franciszek Kurowski – podpułkownik ułanów polskich za Napoleona
- Antoni Lanckoroński – pułkownik
- Jan Ledóchowski – poseł na Sejmy Królestwa Kongresowego, polityk emigracyjny. Oficer armii Księstwa Warszawskiego, kawaler orderu Legii Honorowej i Virtuti Militari
- Joachim Lelewel (w zbiorowej mogile) – polski historyk i działacz polityczny, jego prochy zostały przeniesione na Cmentarz na Rossie w Wilnie
- Jan Matuszyński – lekarz, jeden z najbliższych przyjaciół Fryderyka Chopina
- Tadeusz Antoni Mostowski – literat, publicysta, polityk, wydawca, minister spraw wewnętrznych Księstwa Warszawskiego i Królestwa Polskiego
- Wacław Niżyński – tancerz i choreograf, jeden z najwybitniejszych tancerzy baletu XX w.
- Franciszek Ołaj – działacz emigracyjny
- Władysław Paprzycki – powstaniec styczniowy
- Kazimierz Paszkowicz – podpułkownik wojsk polskich w powstaniu listopadowym
- Paweł Pepłowski – porucznik wojsk polskich w powstaniu listopadowym
- Andrzej Antoni Plichta – radca stanu i sekretarz Rządu Narodowego w powstaniu listopadowym
- Maria Potocka - hrabini, księżna z Sołtyków, żona hrabiego Bolesława Potockiego
- Herman Potocki – hrabia, powstaniec 1830, poseł, emigrant
- Feliks Roszkiewicz – pułkownik wojsk polskich
- Karol Różycki – pułkownik powstania listopadowego
- Maciej Rybiński – generał, ostatni wódz naczelny powstania listopadowego
- Eustachy Kajetan Sapieha – polski szlachcic, powstaniec listopadowy, emigrant
- Jan Kanty Julian Sierawski – generał
- Juliusz Słowacki – jeden z najwybitniejszych poetów polskich doby romantyzmu, dramaturg i epistolograf
- Michał Spisak – kompozytor
- Jan Olrych Szaniecki – adwokat i działacz polityczny
- Józef Szeliski – oficer jazdy polskiej, adiutant Simona Bolivara
- Franciszek Sznajde – generał brygady wojska polskiego
- Józef Święcicki – powstaniec listopadowy i członek polskiej emigracji we Francji
- Józef Świrski – ostatni minister spraw wewnętrznych Rządu Narodowego w powstaniu listopadowym
- Stanisław Ulam – matematyk, twórca metody Monte Carlo, uczestnik Projektu Manhattan
- Walenty Wańkowicz – malarz romantyzmu
- Antoni Wroniecki – generał brygady w powstaniu listopadowym
- Józef Bohdan Zaleski – poeta, zaliczany do „szkoły ukraińskiej” polskiego romantyzmu
- Józef Zaliwski – działacz niepodległościowy, pułkownik armii Królestwa Polskiego, organizator partyzantki w roku 1833
- Ludwik Tadeusz Zambrzycki – działacz Wielkiej Emigracji, powstaniec listopadowy
- Walerian Zawirski – dowódca w powstaniu mińskim w czasie powstania listopadowego
- Walenty Zwierkowski – publicysta, polityk, wojskowy.

Jest tu kaplica grobowa rodu Sapiehów oraz grobowiec Sobańskich. Na jednym z polskich grobów zbiorowych znajduje się napis: „Na pamiątkę jutrzni wolności, przez żałobę narodu świtającej, polska emigracja postawiła ten krzyż dnia 29 listopada 1861 roku”.

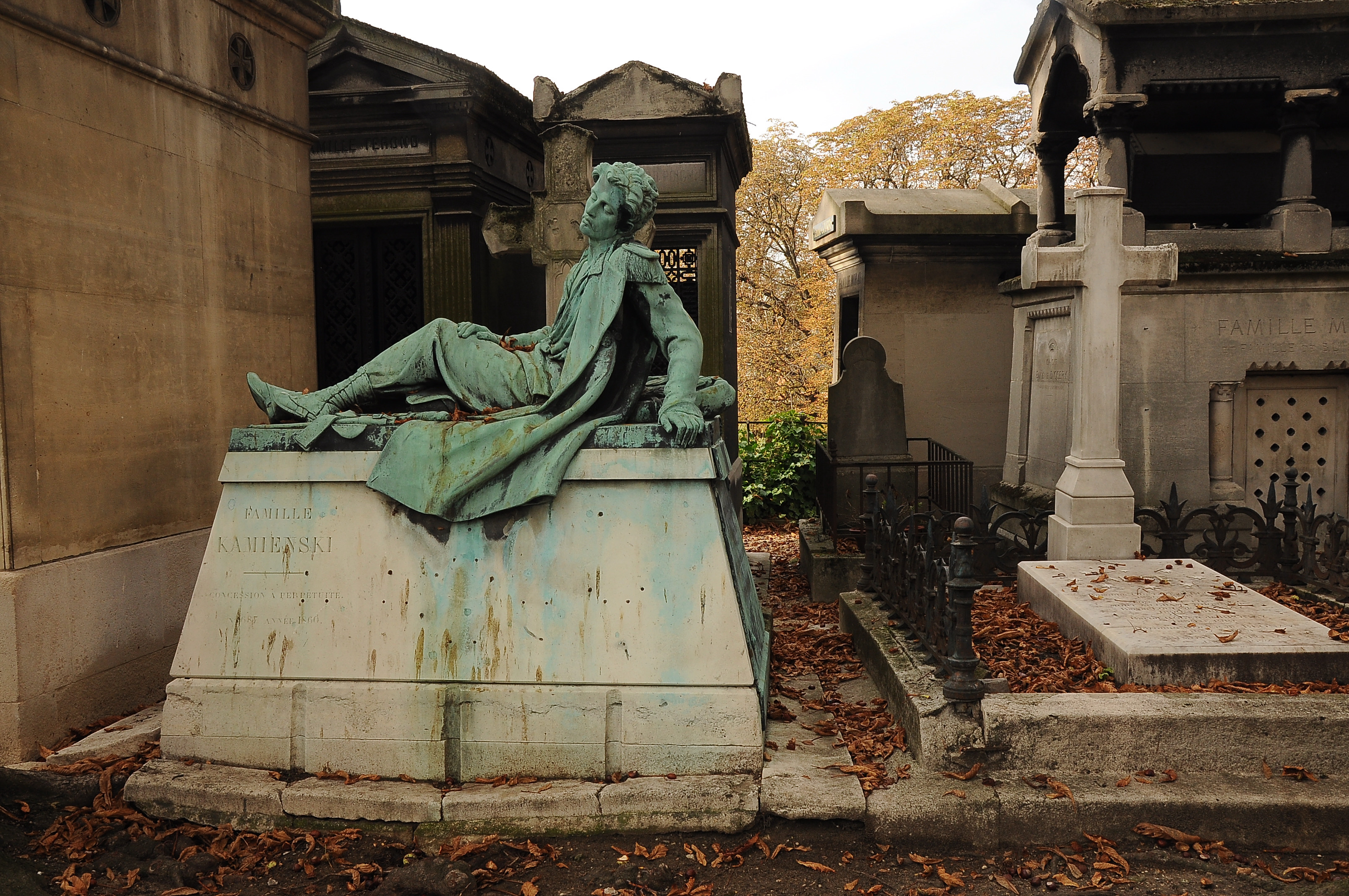
Grób rodziny Kamieńskich znany głównie z pomnika dzieła Jules'a Franceschi
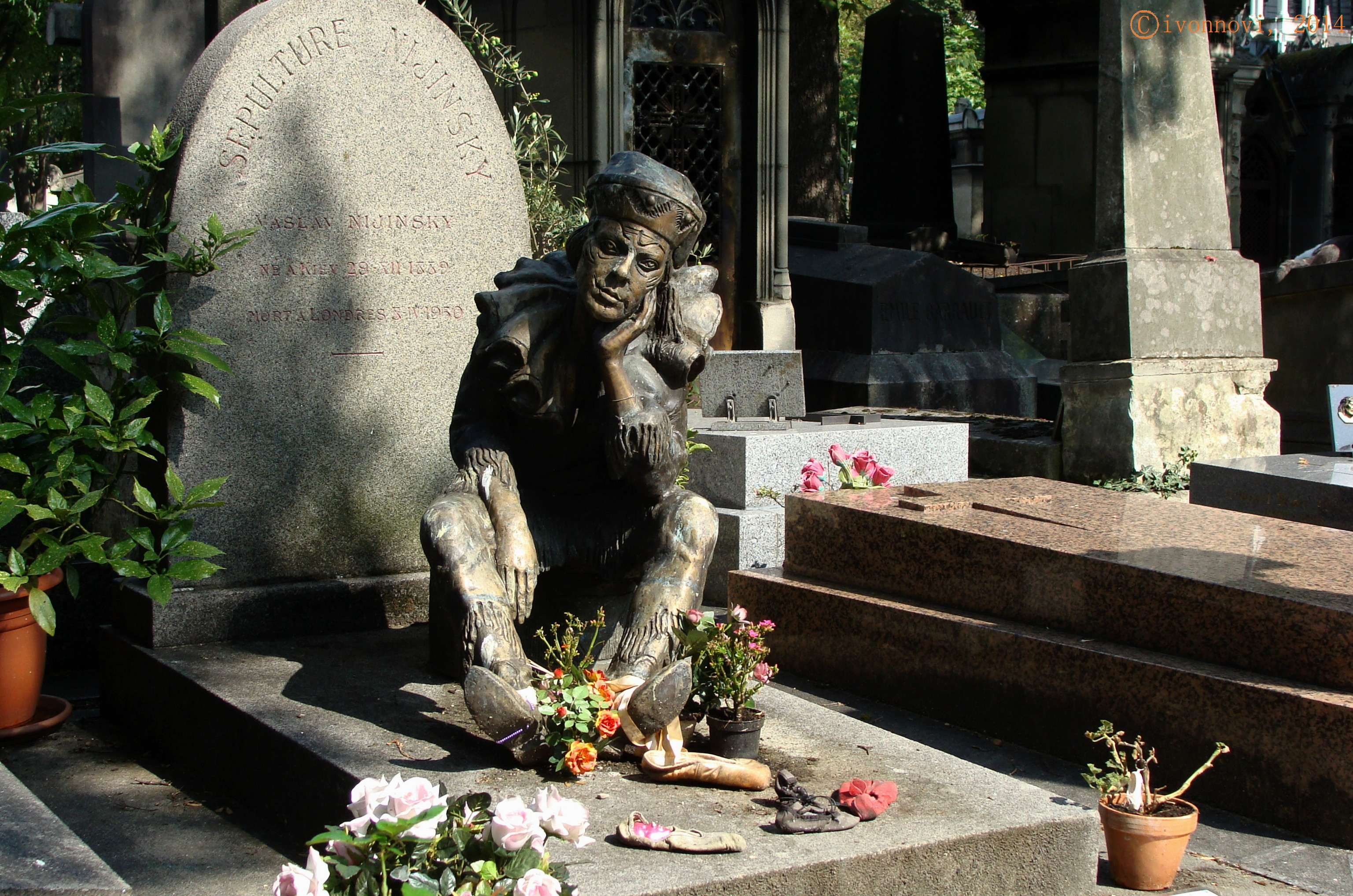
Grób baletmistrza Wacława Niżyńskiego
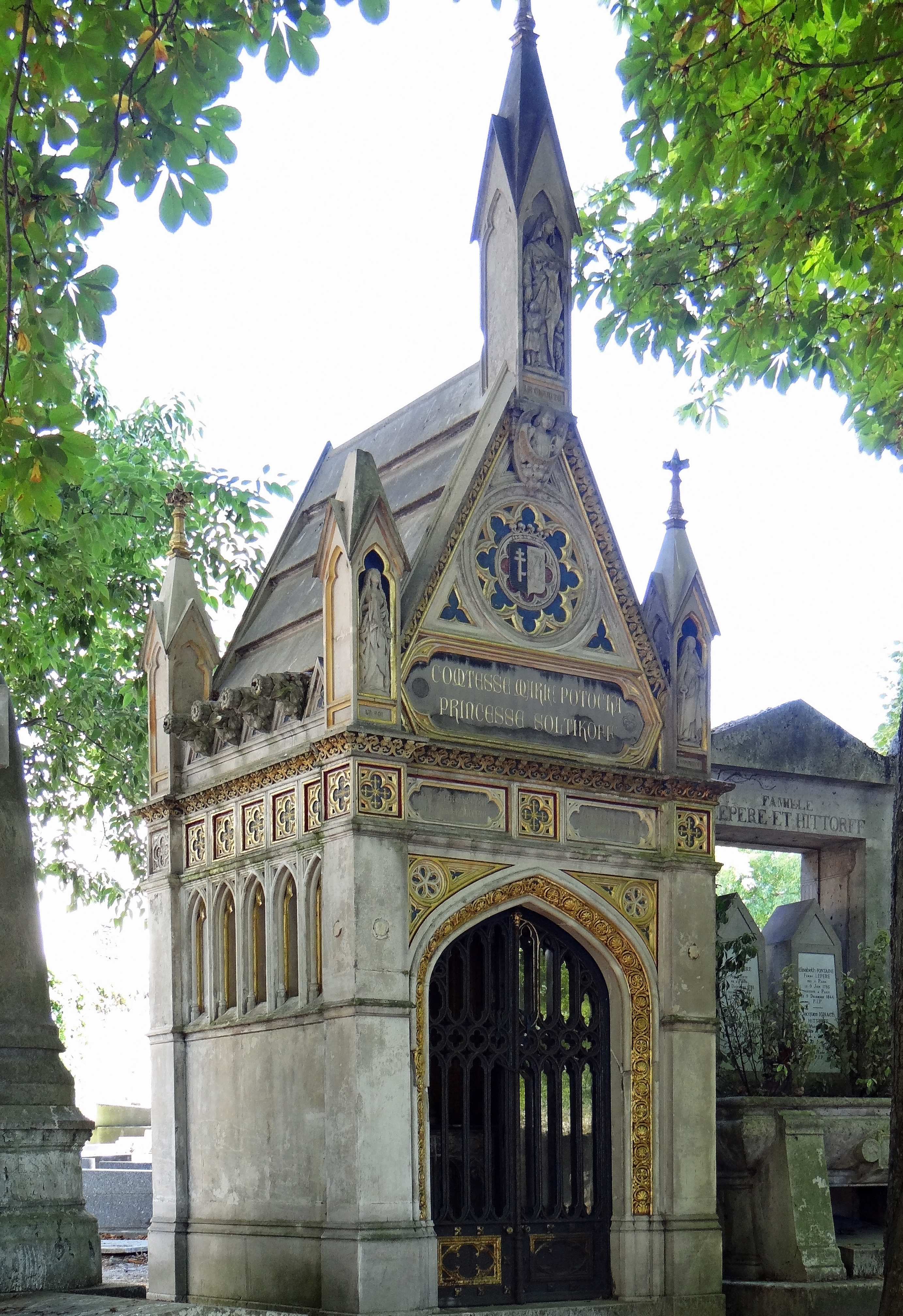
Grobowiec Marii Potockiej
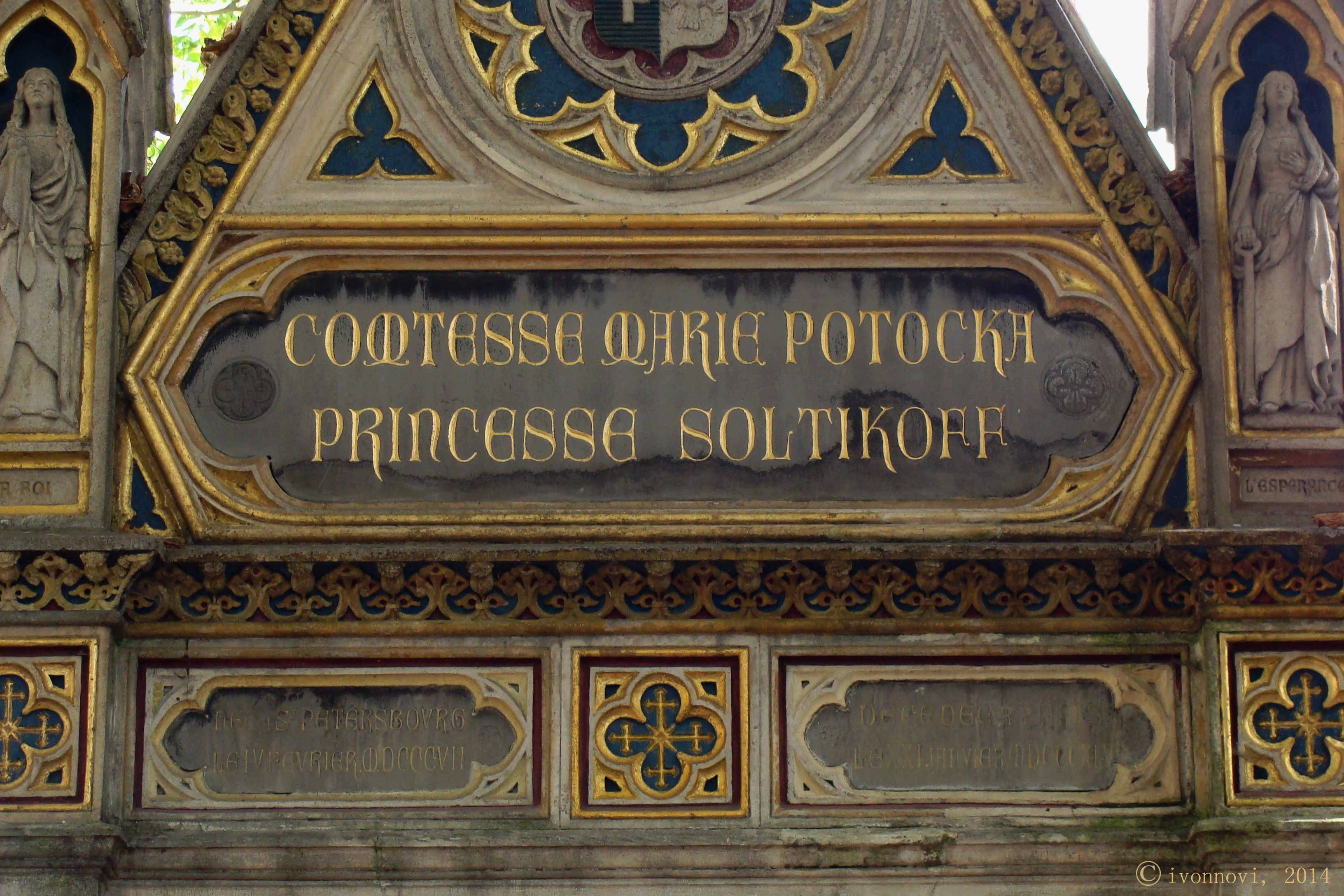
Grobowiec hrabiny Marii Potockiej - detal nad wejściem
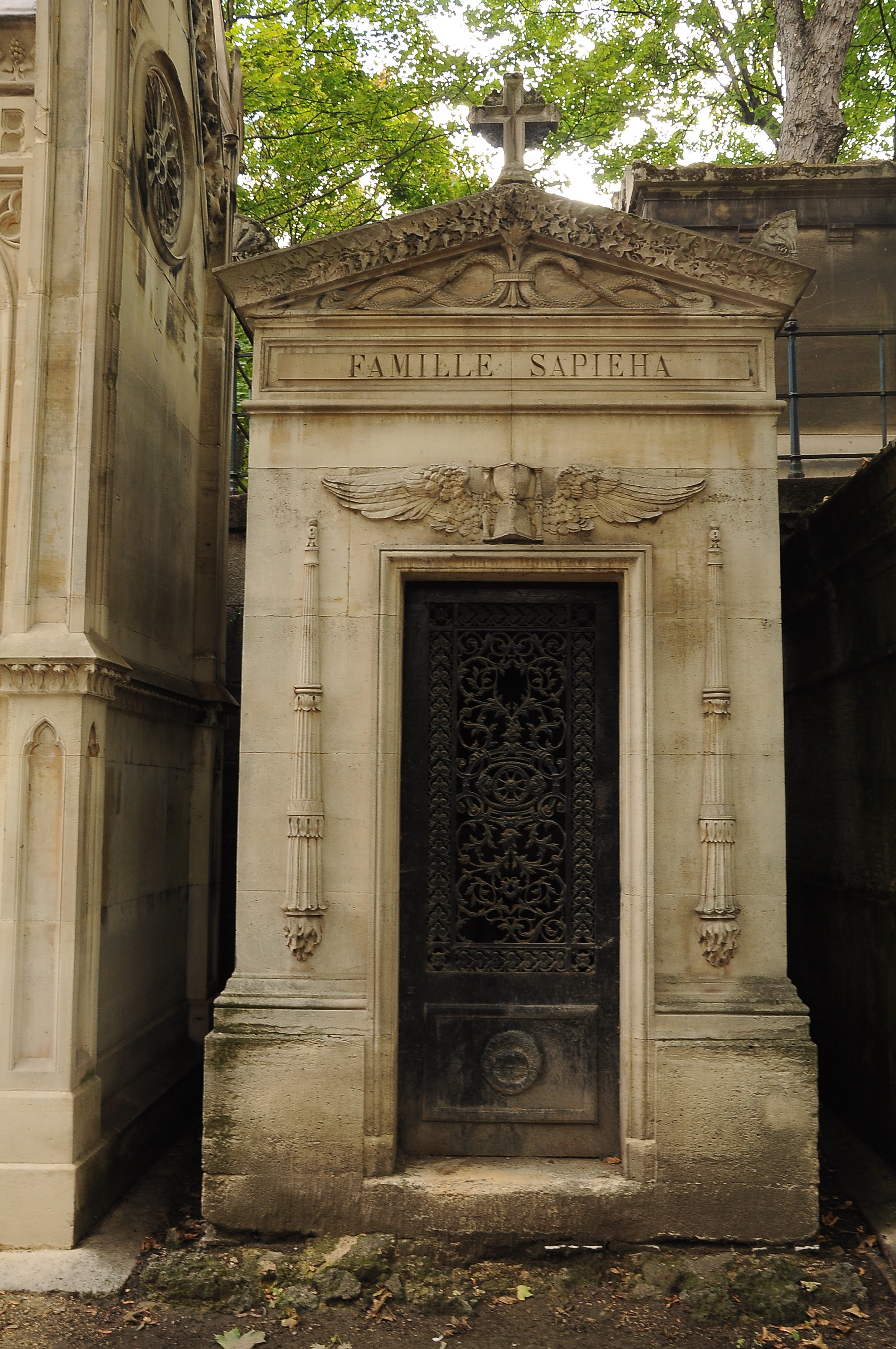
Grób rodziny Sapieha
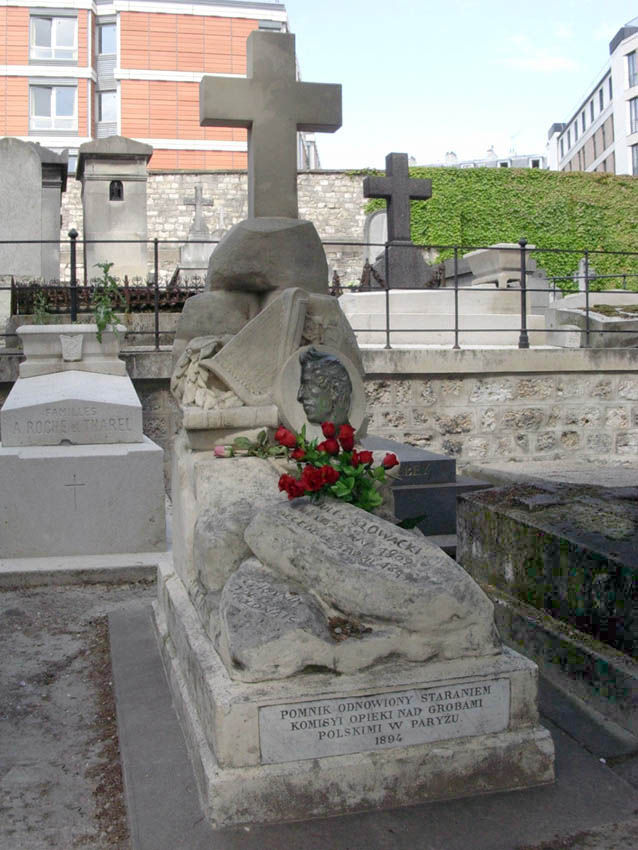
Grób Juliusza Słowackiego
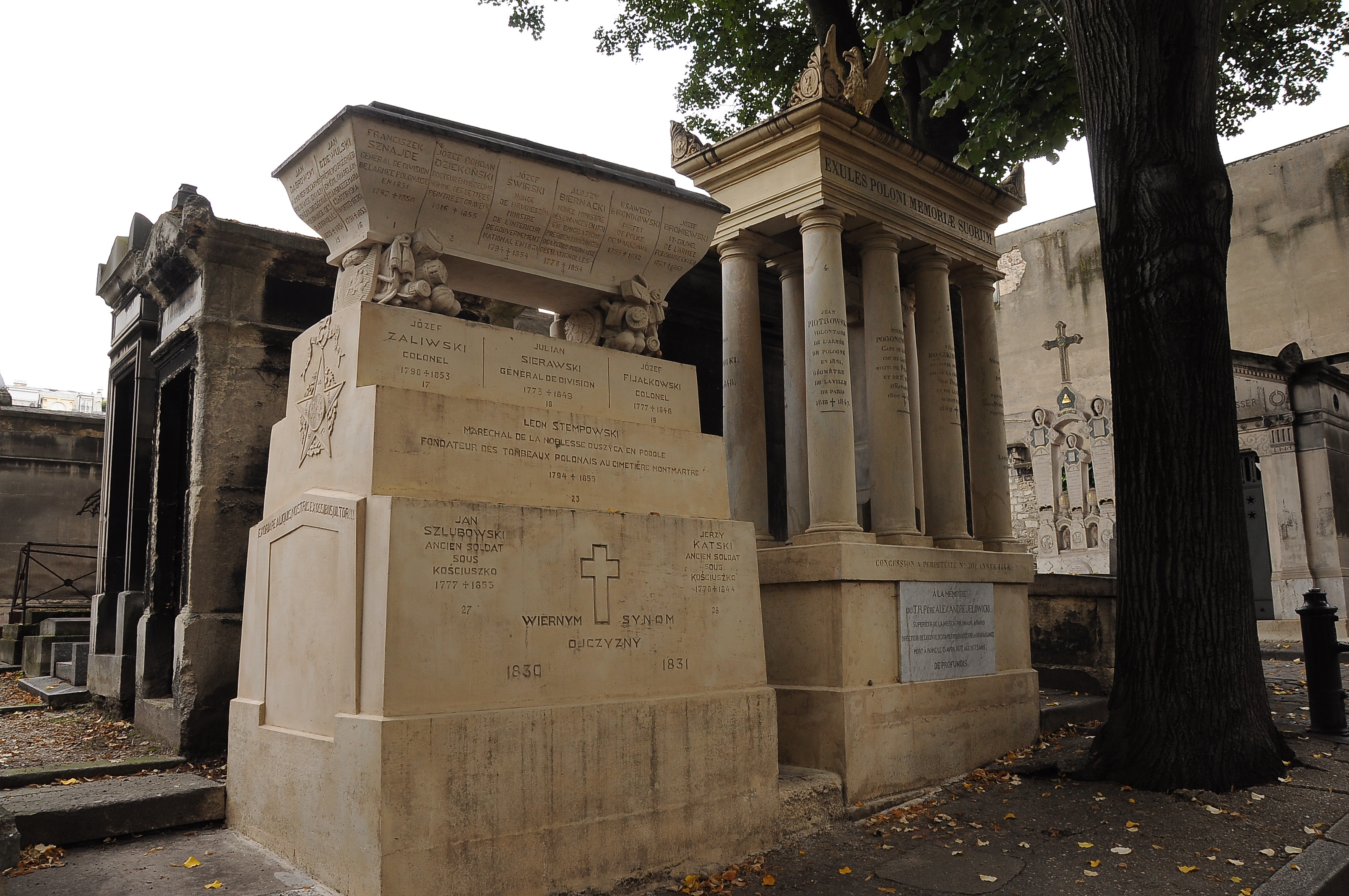
Groby polskich żołnierzy

Wielkie zasługi dla rodzin i rodaków Polaków pochowanych na paryskim cmentarzu Montmartre oddał Józef Alojzy Reitzenheim – pamiętnikarz i publicysta, powstaniec listopadowy i styczniowy, Polak z wyboru. Po ponownym przyjeździe z Polski do Paryża po stłumieniu Wiosny Ludów, inicjując niewcielone założenia zmarłego w 1855 Leona Stempowskiego, rozpoczął wieloletnie stawianie kwatery dla wybitnych polskich emigrantów na cmentarzu Montmartre. Dzięki wysiłkom Reitzenheima wiele prochów znanych polskich postaci życia emigracyjnego nie uległo z czasem rozproszeniu i zapomnieniu, powstało z jego inicjatywy wiele pomników przyozdobionych różnego rodzaju polskimi patriotycznymi symbolami i polskimi nazwiskami.
Wyczerpujące omówienie cmentarza jako polskiej nekropolii wraz z obszernymi biogramami i pełną dokumentacją fotograficzną ukazało się pod redakcją Andrzeja Biernata i Sławomira Górzyńskiego Polacy pochowani na cmentarzu Montmartre oraz Saint-Vincent i Batignolles w Paryżu.